# Соня Робертсон
Соня Робертсон (2 червня 1947) — зімбабвійська хокеїстка на траві.
Олімпійська чемпіонка 1980 року.